# Kolonia Brudzewice
Kolonia Brudzewice [kɔˈlɔɲa brud͡zɛˈvit͡sɛ] là một khu định cư ở khu hành chính của Gmina suchań, thuộc hạt Stargard, West Pomeranian Voivodeship, ở phía tây bắc Ba Lan. Nó nằm khoảng 8 kilômét (5 mi)   phía tây bắc của suchań, 14 km (9 mi) về phía đông của Stargard và 45 km (28 mi) về phía đông của thủ đô khu vực Szczecin.
Trước năm 1945, khu vực này là một phần của Đức. Đối với lịch sử của khu vực, xem Lịch sử của Pomerania.